# Holorusia astarte
Holorusia astarte is een tweevleugelige uit de familie van de langpootmuggen (Tipulidae). De soort komt voor in het Oriëntaals gebied.